# The Best Damn Thing Promotional Tour
The Best Damn Thing Promotional Tour è stato il secondo tour promozionale della cantante canadese Avril Lavigne, a supporto del suo terzo album in studio The Best Damn Thing (2007).

## Scaletta
Le seguenti canzoni sono quelle eseguite quasi in tutti i concerti:
1. Girlfriend
2. I Can Do Better
3. Everything Back But You
4. The Best Damn Thing
5. Sk8er Boi
6. When You're Gone
7. I'm with You
8. Complicated

Variazioni avvenute sono l'esibizione di My Happy Ending, I Always Get What I Want, Losing Grip, He Wasn't, Hot e la cover di All the Small Things.